# ヤマハ・FZR1000
ヤマハ・FZR1000（エフゼットアールせん）は、ヤマハ発動機が1987年に発表し、日本国外市場向けに生産されていたオートバイである。

## 概要
FZR1000はヤマハのスーパースポーツ系のフラッグシップスポーツとして、欧米地区輸出用に開発された。
エンジンはFZ750に搭載されたユニットをベースにボアアップし、FZR400のアルミデルタボックスフレームや、冷気を外気から導入するFAI(フレッシュ・エアー・インテーク）を採用し、FZR750やYZF750のレプリカとして1987年に発表された。販売の中心となる欧州ではタンデム走行でのツーリング等の需要のために、250や400の分割式のシートとは異なる、タンデムしやすい形状に変更されている。（オプションでシングルシートカバーも用意されている。）
1989年にはシリーズ初のフルモデルチェンジを行い、FZR750R(3FV1)のデザインを基本とすることで250から1000まで統一されたデザインで登場した。メカニズムには排気デバイスであるEXUPが搭載され、エンジンもボアアップされた。
1991年にはフロントフェイズの変更を行い、2眼のフェイスからプロジェクター方式にライトの変更や正立フォークが倒立フォークになった他、フレーム形状も少し変更された。
1994年にはヘッドライトをはじめとするフロントフェイスの意匠が変更されたほか、6ポットキャリパーが採用されたが、翌年（1995年）のモデルを最後にYZF1000R にフルモデルチェンジを行い生産終了となった。

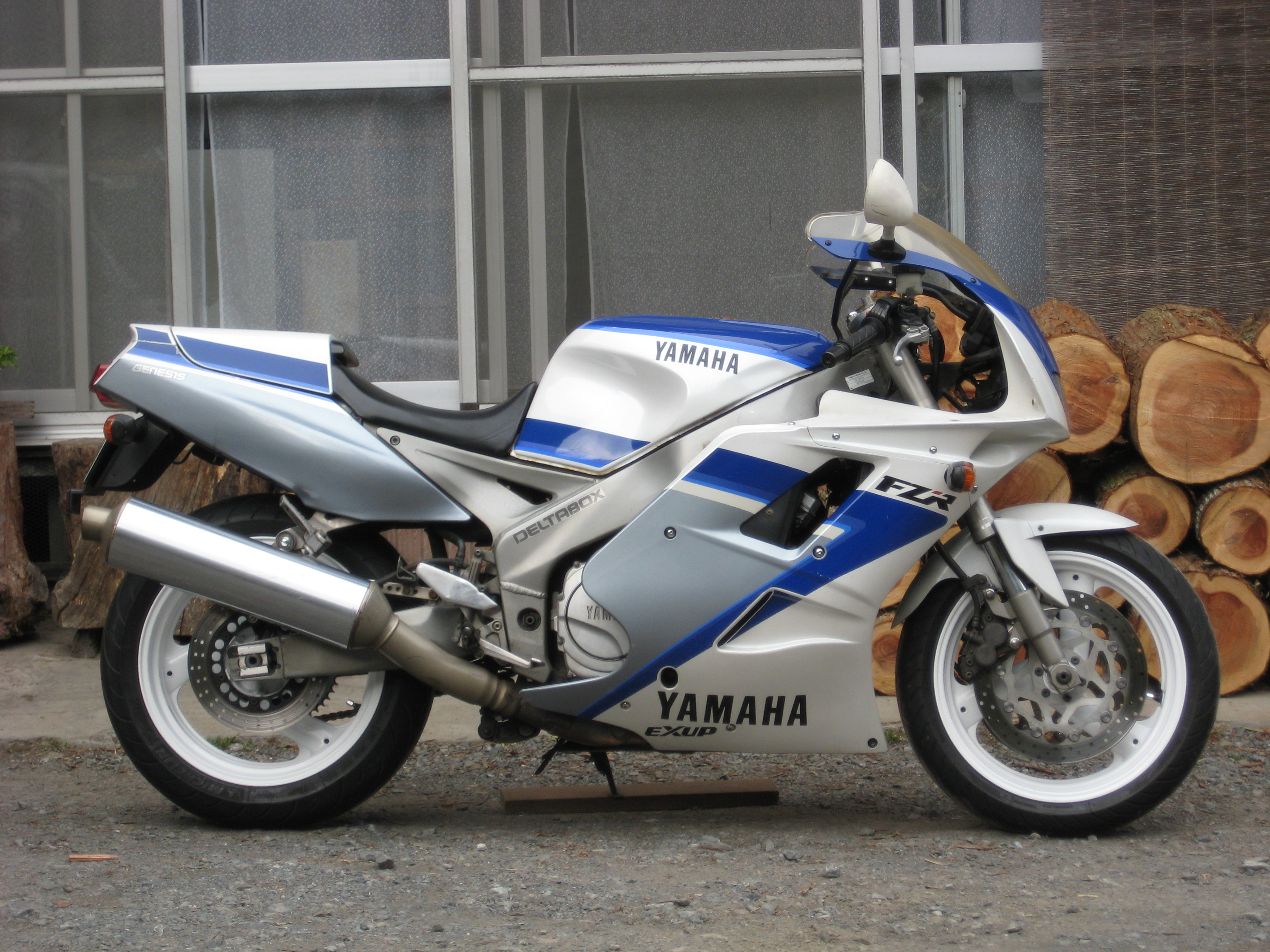
FZR1000 1991年モデル

## 遍歴
初代(2GH,2RG)
- 1987年　発売

2代目(3GM)
- 1989年　フルモデルチェンジ
- 1991年　フェイスの変更　倒立フォークの採用
- 1994年　タイガーアイ（猫目）に変更

## 関連記事
- FZR750（国内仕様として初代が750cc仕様で発売された）
- YZF-R1
- YZF750SP
- ロケット - 本車のパワーユニットを利用した超軽量スポーツカー